# Michael Lahoud
Michael Lahoud, né le 15 septembre 1986 à Freetown, est un footballeur international sierraléonais jouant au poste de milieu de terrain. Il détient aussi la nationalité américaine.